# Monument des Provinces illyriennes
Le monument des Provinces illyriennes (en slovène, Ilirski steber) est un monument élevé en 1929 à Ljubljana, capitale de la Slovénie, sur la place de la Révolution française, pour commémorer l'établissement par Napoléon Ier des Provinces illyriennes par le décret du 14 octobre 1809. Laibach (ancien nom de Ljubljana, écrit alors Laybach) avait été choisie comme capitale de cette partie de l'empire napoléonien. Malgré l'occupation française, cette courte période, qui n'a duré que de 1809 à 1813, a été ressentie comme une libération par rapport à la domination autrichienne, la reconnaissance de nouvelles libertés, notamment pour l'usage du slovène dans l'enseignement et l'administration, et elle est restée dans la conscience nationale comme le point de départ du nationalisme slovène.

## Localisation
Le monument est situé à l'extrémité occidentale de la place de la Révolution française, au carrefour avec la rue Vegova.

## Histoire
En 1928, la ville de Ljubljana décide de rebaptiser la place Valvasor en place Napoléon (devenue place de la Révolution française en 1952). L'année suivante, qui correspond au 120e anniversaire de la création des Provinces illyriennes, la place est redessinée par Jože Plečnik, qui conçoit à son extrémité le monument en forme de colonne. La réalisation est confiée au sculpteur Lojze Dolinar (1893-1970). Le monument est inauguré les 12 et 13 octobre 1929 en présence de représentants des autorités françaises et d'envoyés de plusieurs villes de France. Le maire de Ljubljana, Dinko Puc (sl), et l'ambassadeur de France en Yougoslavie, Émile Dard, prononcent des discours.

## Description
Le monument a la forme d'un pilier de 14 m de haut en blocs de marbre du Karst. Deux têtes en haut relief en bronze doré représentent d'un côté (au nord) Napoléon et de l'autre (au sud) une allégorie féminine de l'Illyrie. Au-dessous sont gravés des vers de Valentin Vodnik tirés de son poème Ilirija oživljena (« Renaissance de l'Illyrie »). Le monument est coiffé d'un motif en bronze doré constitué d'un croissant de lune aux cornes tournées vers le haut, surmonté de trois étoiles. Le croissant de lune surmonté  des trois étoiles était à l'époque un emblème de la Slovénie ; on le retrouve, pour représenter la Slovénie, dans les armes du royaume de Yougoslavie. Les trois étoiles viennent des armes des anciens comtes de Celje, maîtres jusqu'au milieu du XVe siècle du dernier État slovène indépendant avant l'époque contemporaine ; elles figurent aujourd'hui dans les armoiries et le drapeau de la Slovénie. Le croissant de lune aux cornes tournées vers le haut est associé dans l'héraldique à l'idée de l'Illyrie depuis le XVIe siècle.

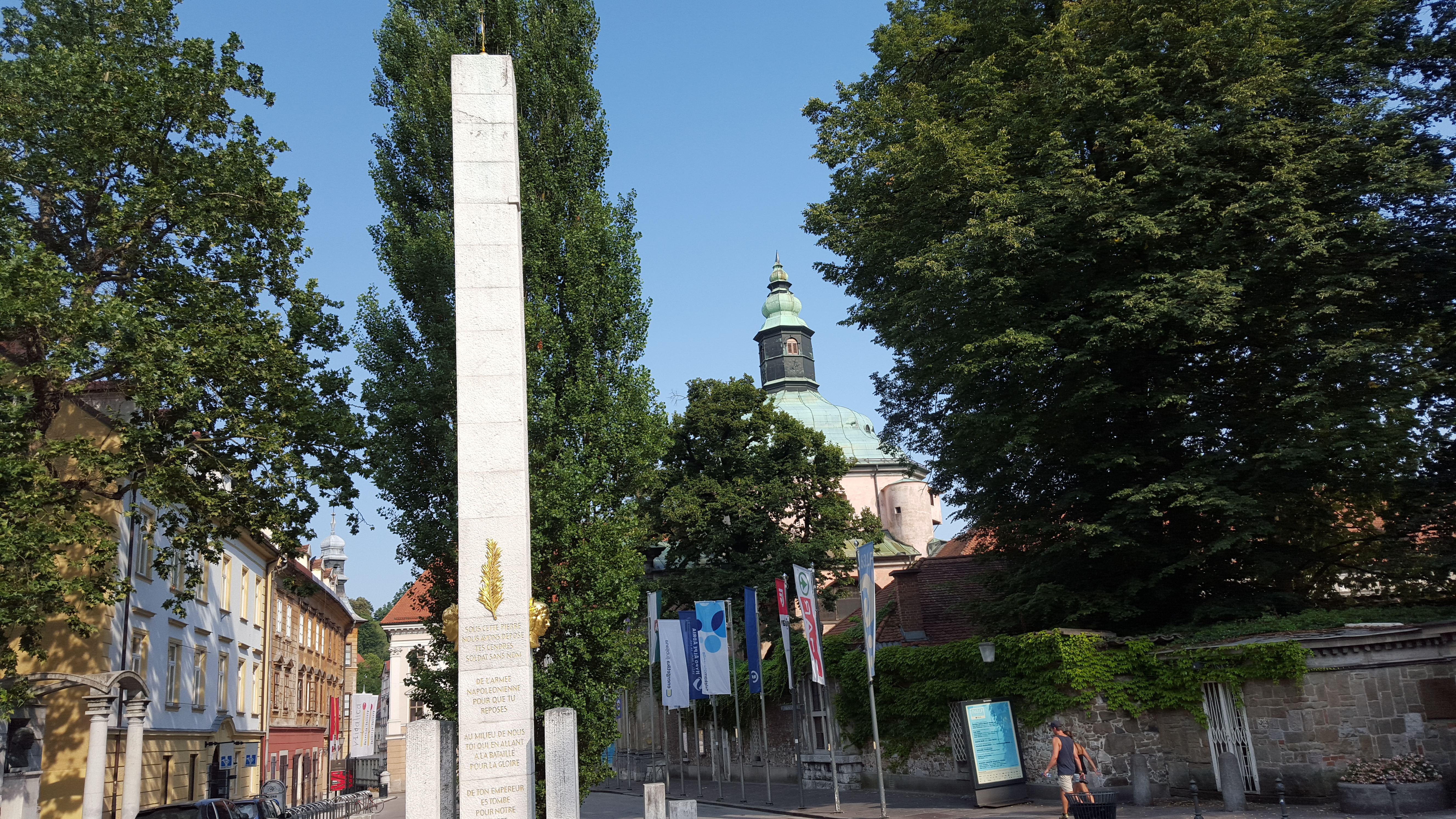
L'inscription au soldat napoléonien inconnu. En arrière-plan, la place de la Révolution française.

Sous le monument ont été déposées les cendres d'un soldat inconnu de l'armée française et sur la face occidentale du pilier a été gravé, sous une palme en bronze doré offerte par la France, le texte suivant : Sous cette pierre / nous avons déposé / tes cendres / soldat sans nom / de l'armée / napoléonienne / pour que tu / reposes / au milieu de nous / toi qui en allant / à la bataille / pour la gloire / de ton empereur / es tombé / pour notre / liberté.